# The Nevers
The Nevers è una serie televisiva statunitense del 2021 creata da Joss Whedon.
La serie fantascientifica è ambientata nella Londra vittoriana e segue le vicende di un gruppo di metaumani, per lo più donne, chiamati "i Toccati" e dotati di abilità speciali che lotteranno per cambiare il mondo.

## Trama
Agosto 1896. La Londra vittoriana è sconvolta da un evento sovrannaturale che dona ad alcuni individui, per lo più donne, strane abilità, alcune eccezionali, altre allarmanti. Tutti gli appartenenti a questa nuova sottoclasse sono in pericolo. La protezione di questi "orfani" dotati ricade sulle spalle della misteriosa vedova Amalia True e della giovane e brillante inventrice Penance Adair. Per riuscire nel loro scopo, dovranno affrontare le forze malvagie che desiderano sterminare la loro specie.

## Episodi
| Stagione       | Episodi | Episodi | Prima TV USA | Prima TV Italia |
| -------------- | ------- | ------- | ------------ | --------------- |
| Prima stagione | 12      | 6       | 2021         | 2021            |
| Prima stagione | 12      | 6       | 2023         | inedita         |

## Personaggi e interpreti

### Principali
- Amalia True / Zephyr Alexis Navine, interpretata da Laura Donnelly, doppiata da Eleonora Reti.
Giovane vedova e una dei Toccati, possiede il potere della premonizione. Gestisce l'orfanotrofio di proprietà di Lavinia nel quale vivono i Toccati.[2]
- Penance Adair, interpretata da Ann Skelly, doppiata da Margherita De Risi.
Migliore amica di Amalia, è stata una delle prime "Toccate"; è una giovane inventrice con il potere di "vedere" schemi di energia elettrica e di utilizzarli nelle sue creazioni, molto religiosa ma anche eretica e progressista.[3][4]
- Lavinia Bidlow, interpretata da Olivia Williams, doppiata da Alessandra Cassioli.
Ricca ereditiera e sostenitrice dei Toccati, proprietaria dell'orfanotrofio dove molti di essi vivono.[3][4]
- Hugo Swann, interpretato da James Norton, doppiato da Andrea Mete.
Aristocratico pansessuale, possiede un club privato nel quale esibisce i Toccati ed è specializzato in estorsione.[3][4]
- Augustus "Augie" Bidlow, interpretato da Tom Riley, doppiato da Davide Perino.
Timido e insicuro fratello minore di Lavinia, che in segreto è un Toccato. Grazie al suo potere può possedere la mente dei volatili, in particolare i corvi.[3][4]
- Lord Gilbert Massen, interpretato da Pip Torrens, doppiato da Luca Biagini.
Ex militare, sostenitore dell'esercito britannico e scettico verso i "Toccati".[3][4]
- Dott. Edmund Hague, interpretato da Denis O'Hare, doppiato da Franco Mannella.
Squilibrato chirurgo statunitense, alla ricerca dell'origine dei poteri dei Toccati.[3][4]
- Annie "Bonfire" Carby, interpretata da Rochelle Neil, doppiata da Chiara Gioncardi.
Criminale nella banda di Maladie con il potere della pirocinesi. In seguito abbandona Maladie per entrare nell'orfanotrofio.[3][4]
- Maladie/Sarah, interpretata da Amy Manson, doppiata da Ughetta d'Onorascenzo.
Psicologicamente instabile che vive sottoterra. Piena di follia omicida, capeggia una banda di rinnegati Toccati. Grazie al suo potere è in grado di nutrirsi del dolore e della sofferenza altrui.[3][4]
- Dott. Horatio Cousens, interpretato da Zackary Momoh, doppiato da Gianfranco Miranda.
Medico dell'India occidentale, uno dei pochi Toccati di sesso maschile, possiede il potere della guarigione.[3][4]
- Mary Brighton, interpretata da Eleanor Tomlinson, doppiata da Elena Perino.
Cantante dalla voce sublime e una dei Toccati, ha il potere di rivelare tutti i Toccati nelle vicinanze tramite la sua voce.[3][4]
- Declan "Re Mendicante" Orrun, interpretato da Nick Frost.
Crudele e carismatico leader dei criminali di Londra, a volte sostiene i "Toccati".[3][4]
- Lucy Best, interpretata da Elizabeth Berrington, doppiata da Selvaggia Quattrini.
Scaltra e adattabile, la sua prontezza e il suo entusiasmo mascherano il dolore di un drammatico passato, ha il potere di distruggere ogni cosa con le mani.
- Myrtle Haplisch, interpretata da Viola Prettejohn, doppiata da Sara Labidi[5].
Ragazza borghese salvata da una famiglia che non può comprenderla, ha il dono di parlare qualsiasi lingua contemporaneamente.
- Primrose Chattoway, interpretata da Anna Devlin.
Alta più di tre metri e dal comportamento trasognante, sogna di essere una comune ragazza.
- Harriet Kaur, interpretata da Kiran Sonia Sawar.
Giovane ragazza scozzese Sikh e aspirante avvocato, possiede il potere di tramutare con un soffio in vetro.
- Frank Mundi, interpretato da Ben Chaplin, doppiato da Andrea Lavagnino.
Burbero e grosso ispettore di Scotland Yard con un forte senso morale, ma violento e alcolizzato.[3][4]
- Désireé Blodgett, interpretata da Ella Smith, doppiata da Erica Necci.
Prostituta e una dei Toccati, in grado di far dire a chiunque la verità a qualsiasi domanda.
- Nimble Jack, interpretato da Vinnie Heaven.
Giovane ladro affascinante e libertino, esperto nell'effrazione e uno dei Toccati.

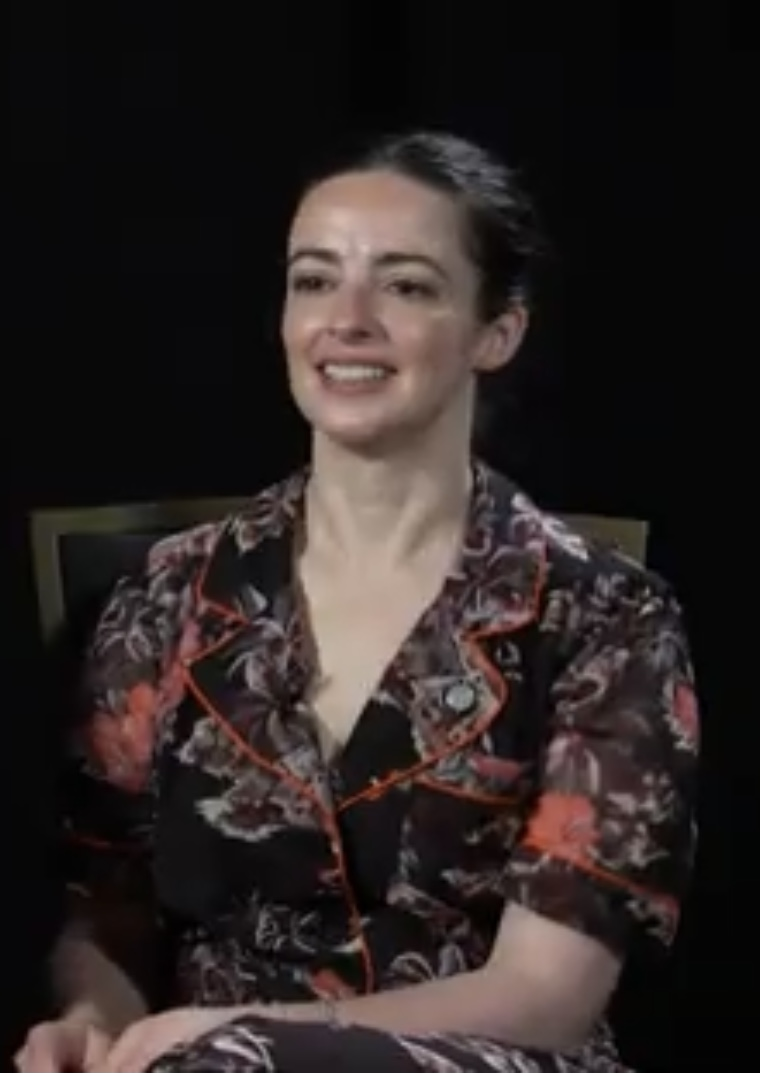
Laura Donnelly
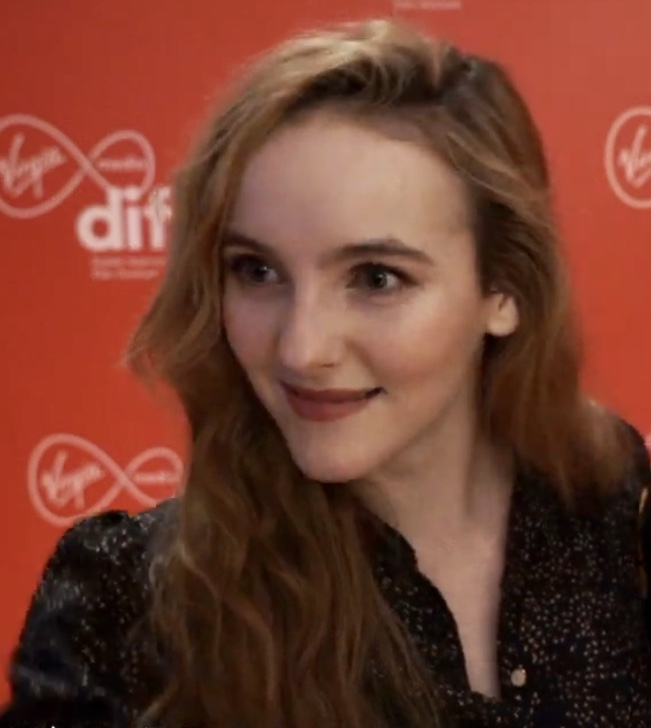
Ann Skelly
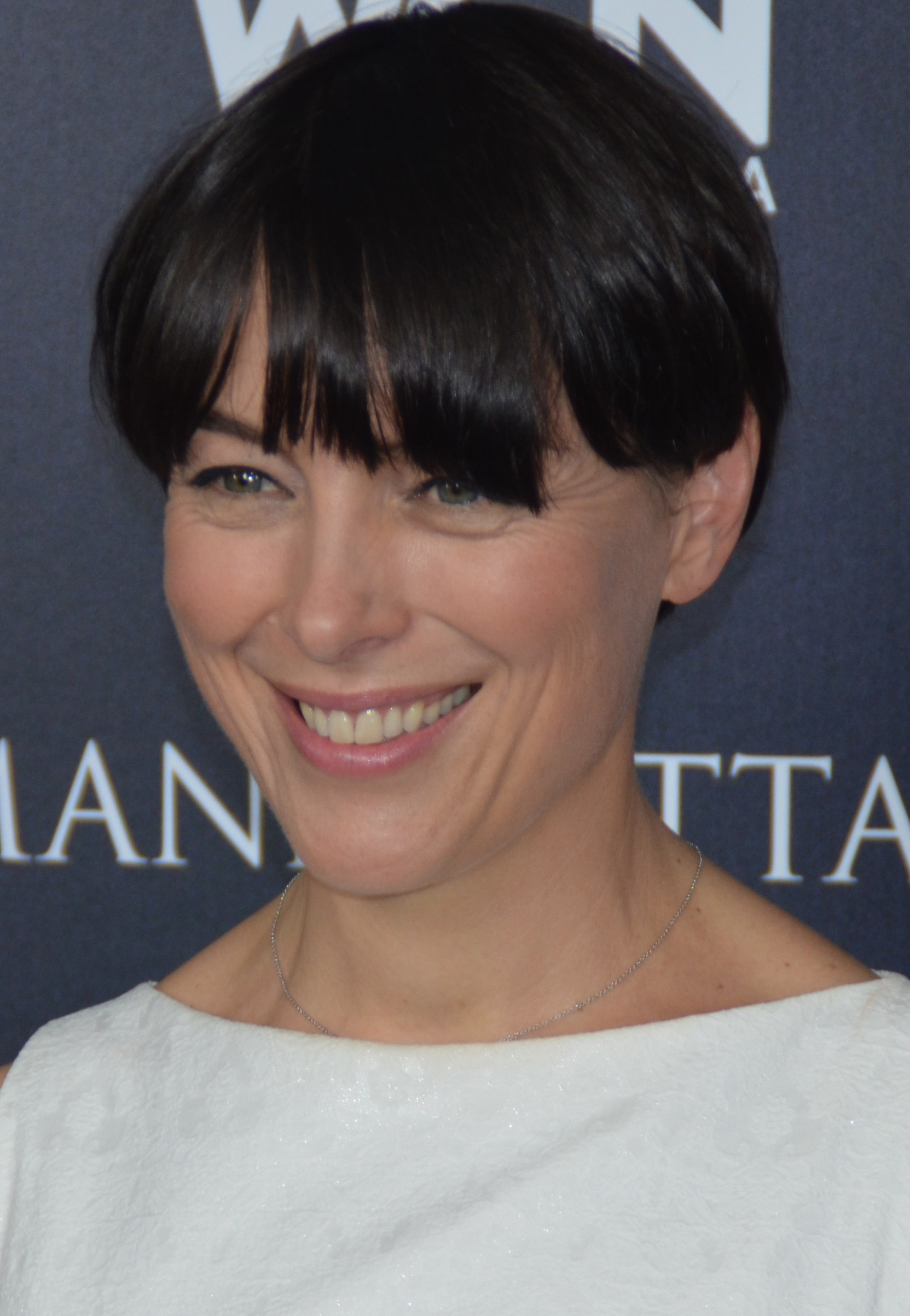
Olivia Williams
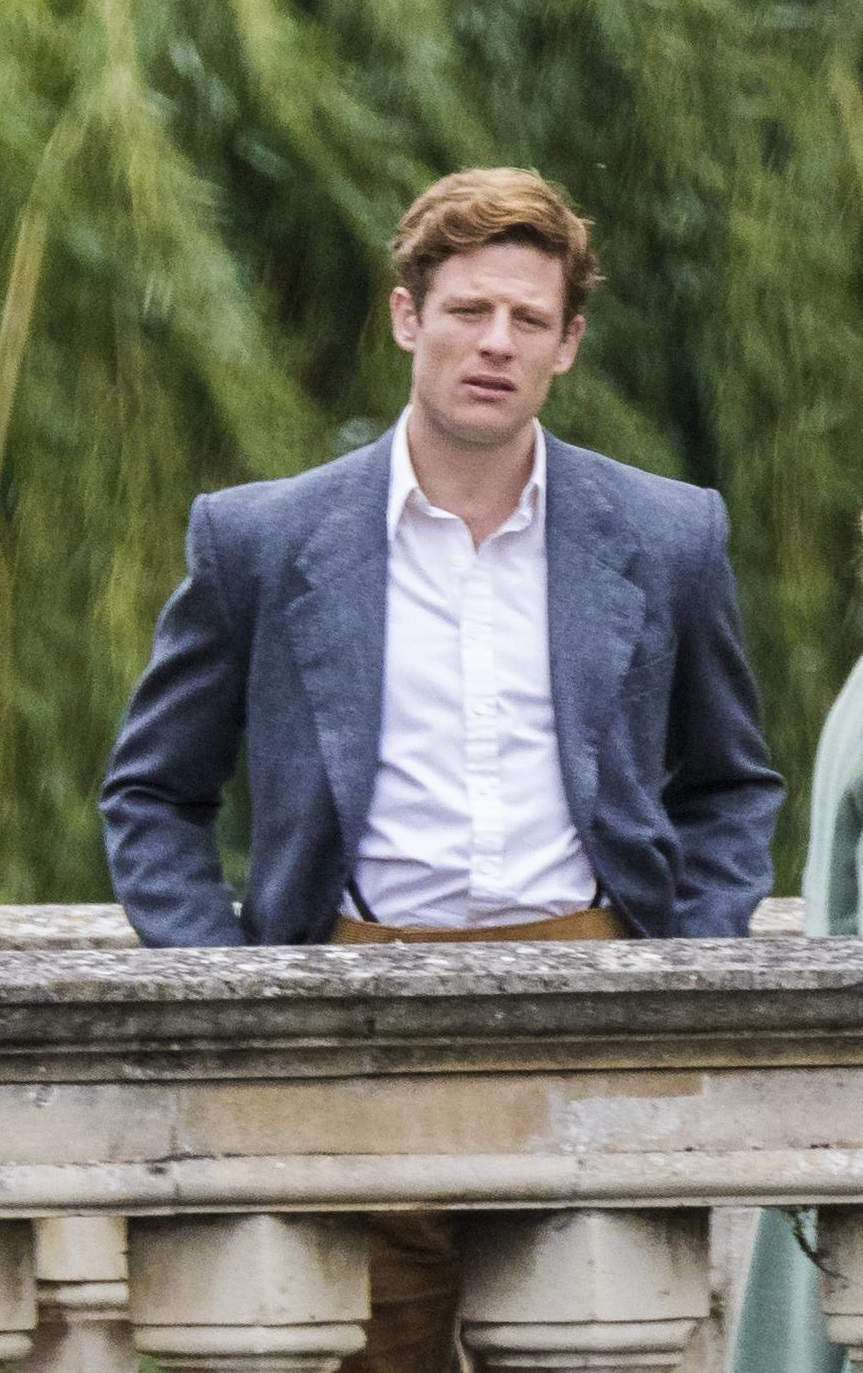
James Norton
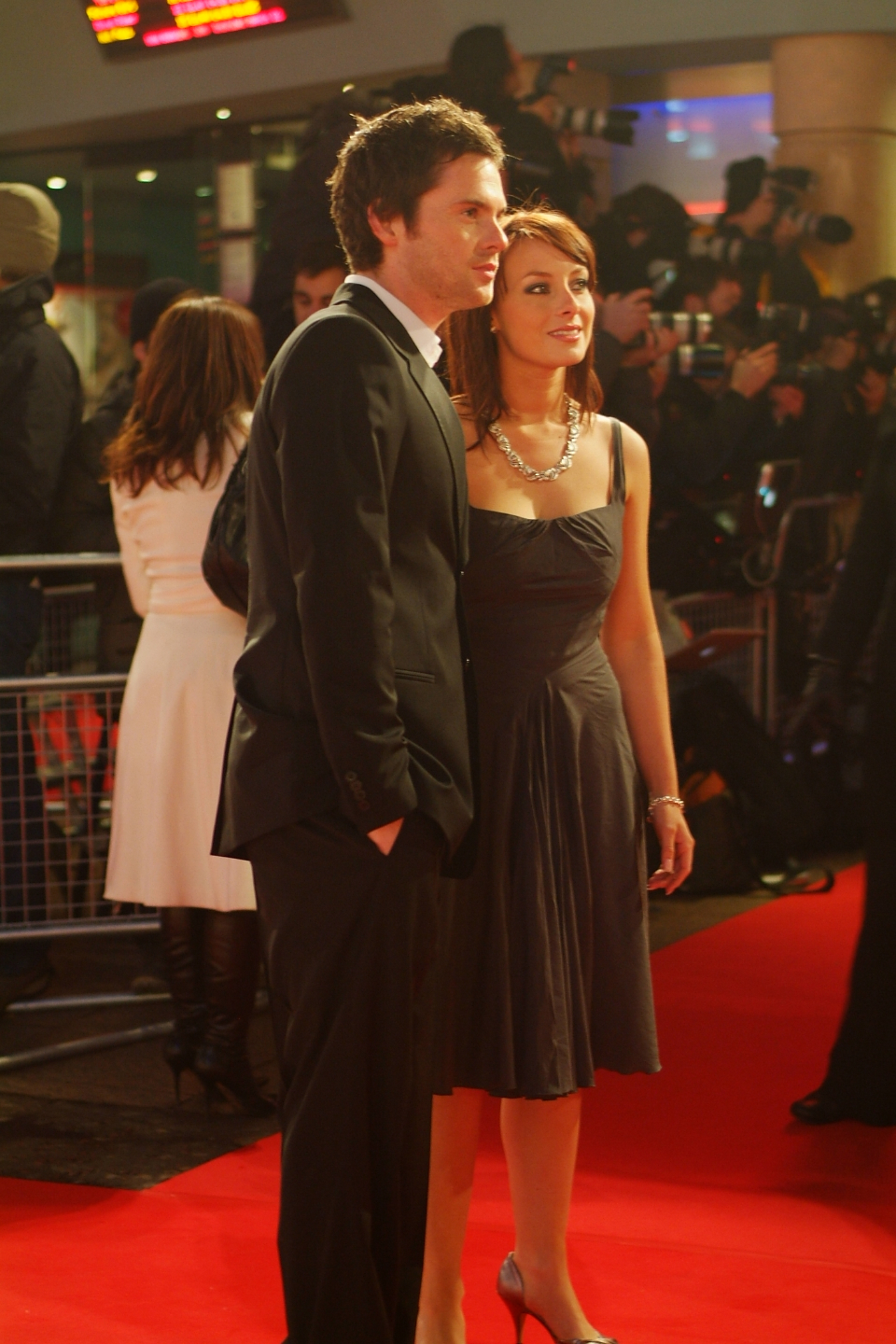
Tom Riley
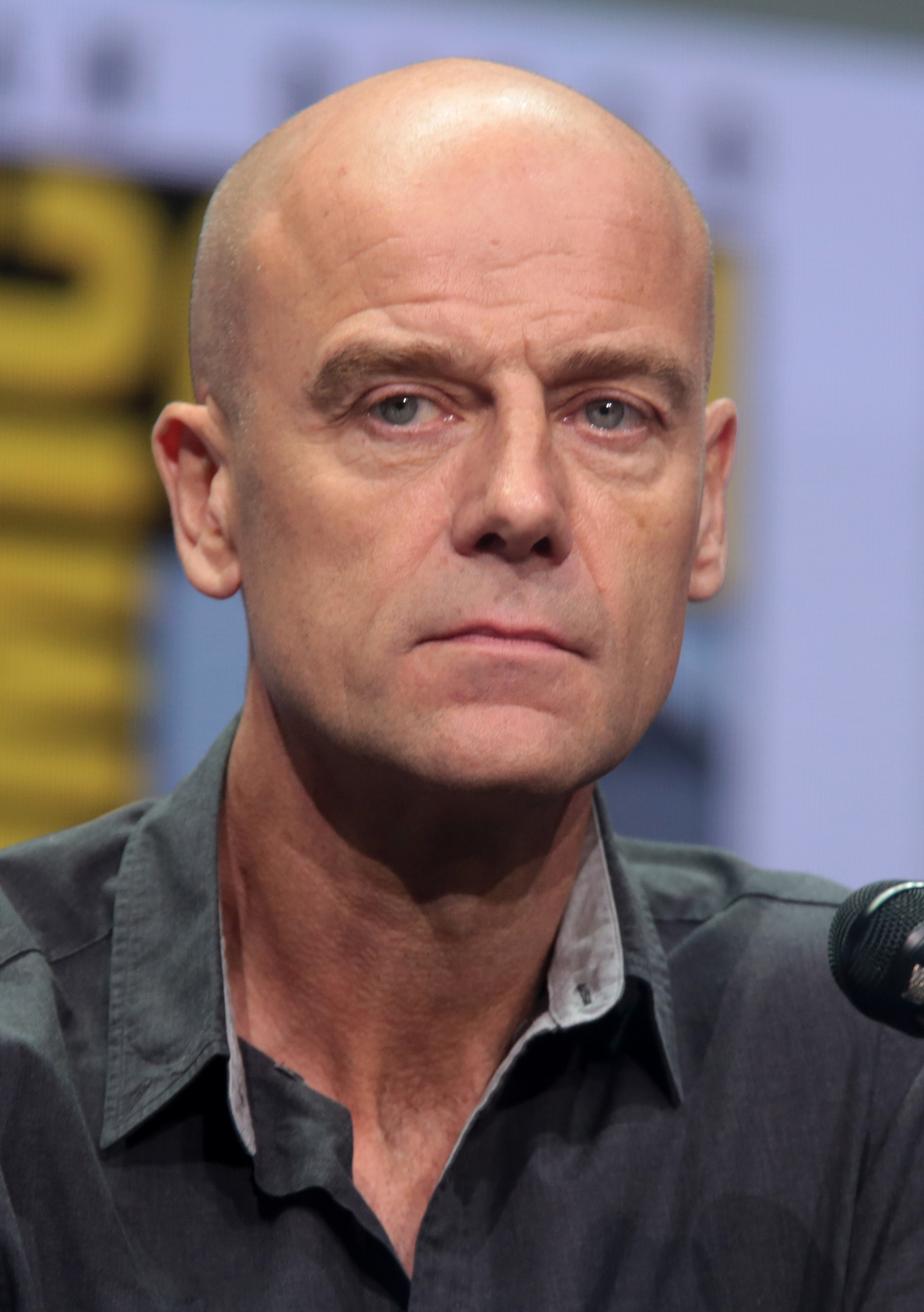
Pip Torrens
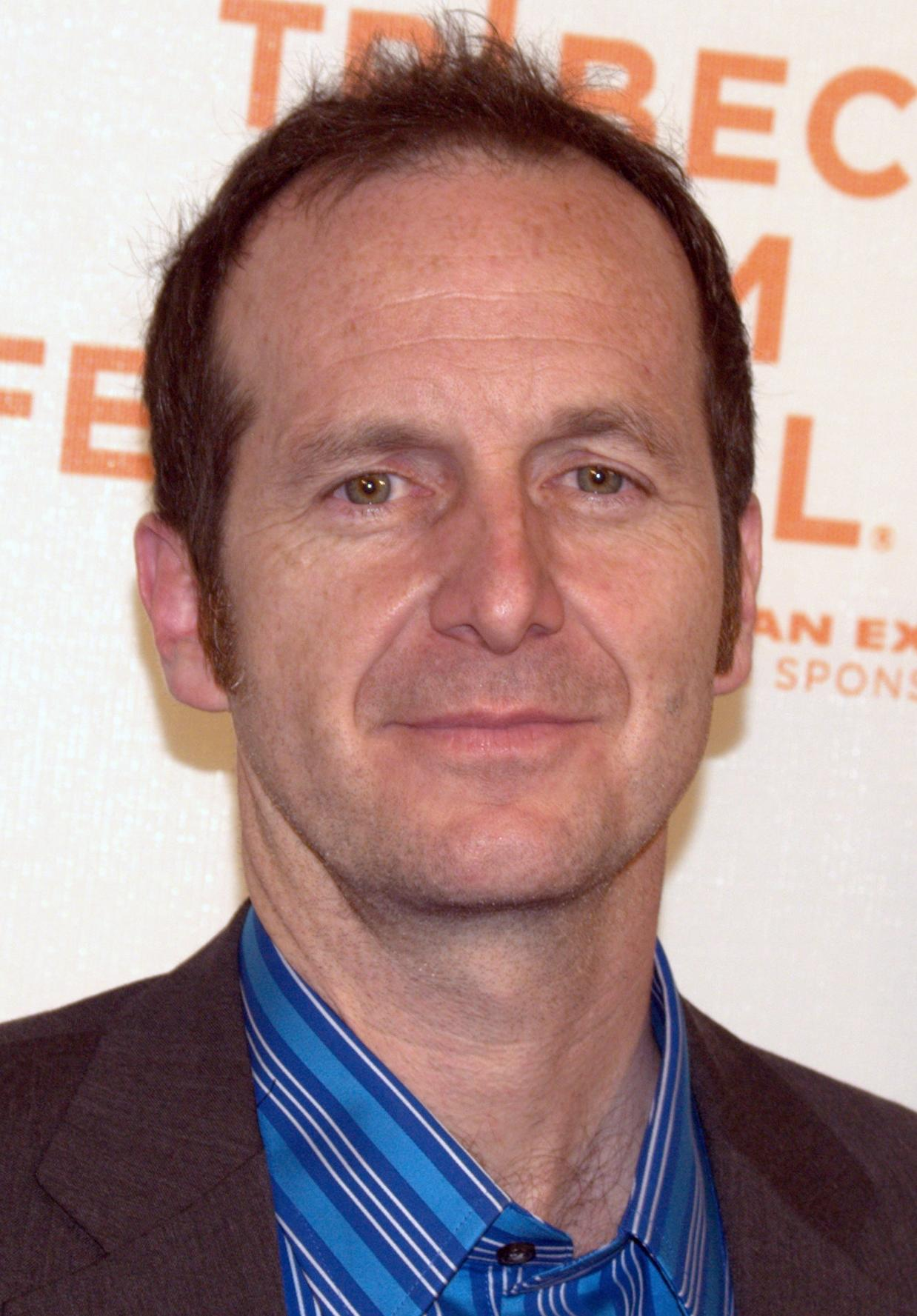
Denis O'Hare
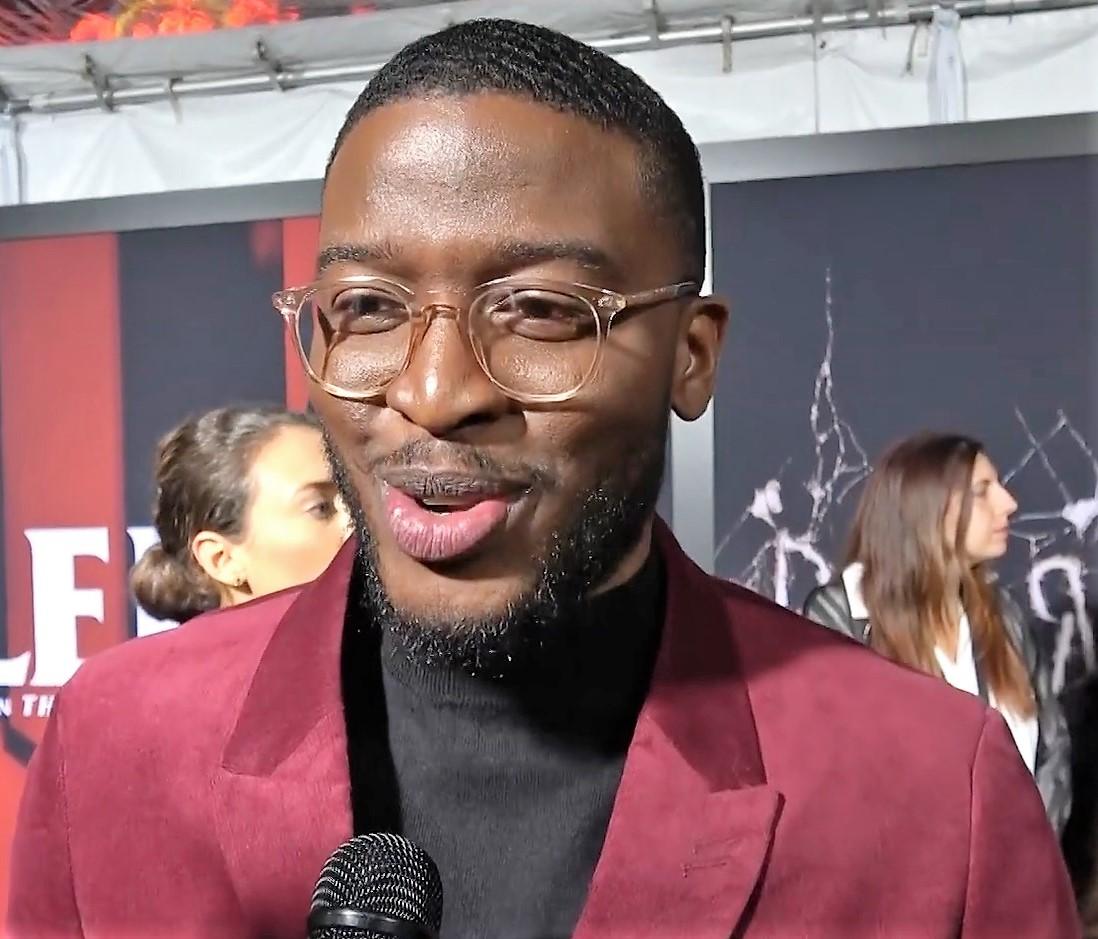
Zackary Momoh
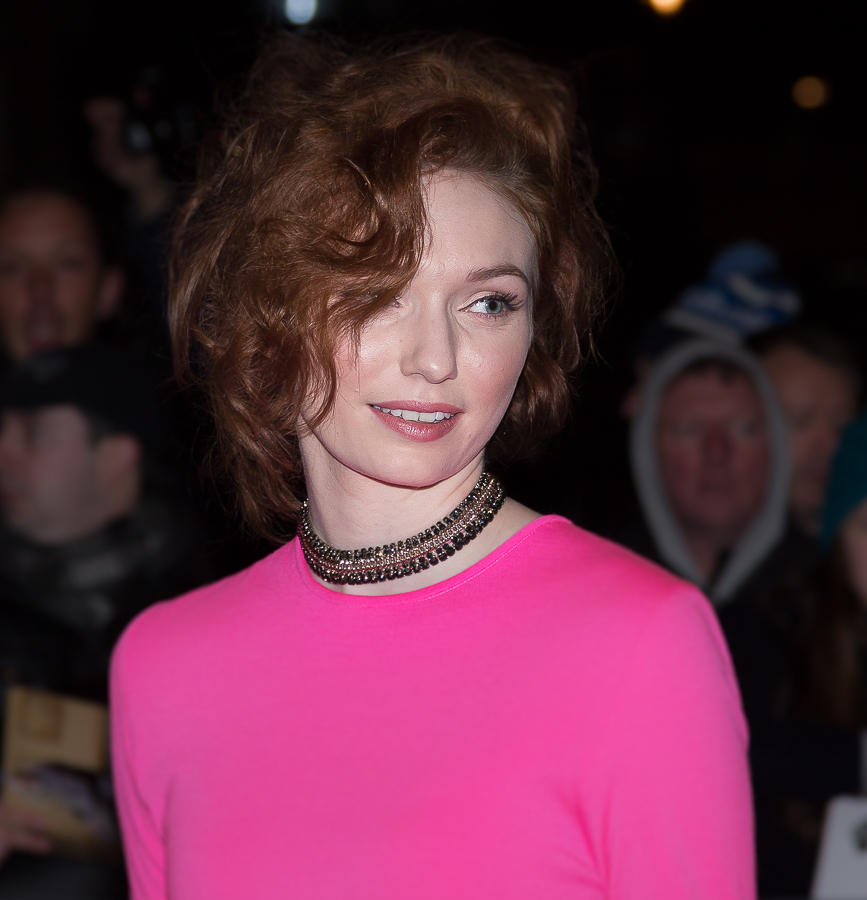
Eleanor Tomlinson
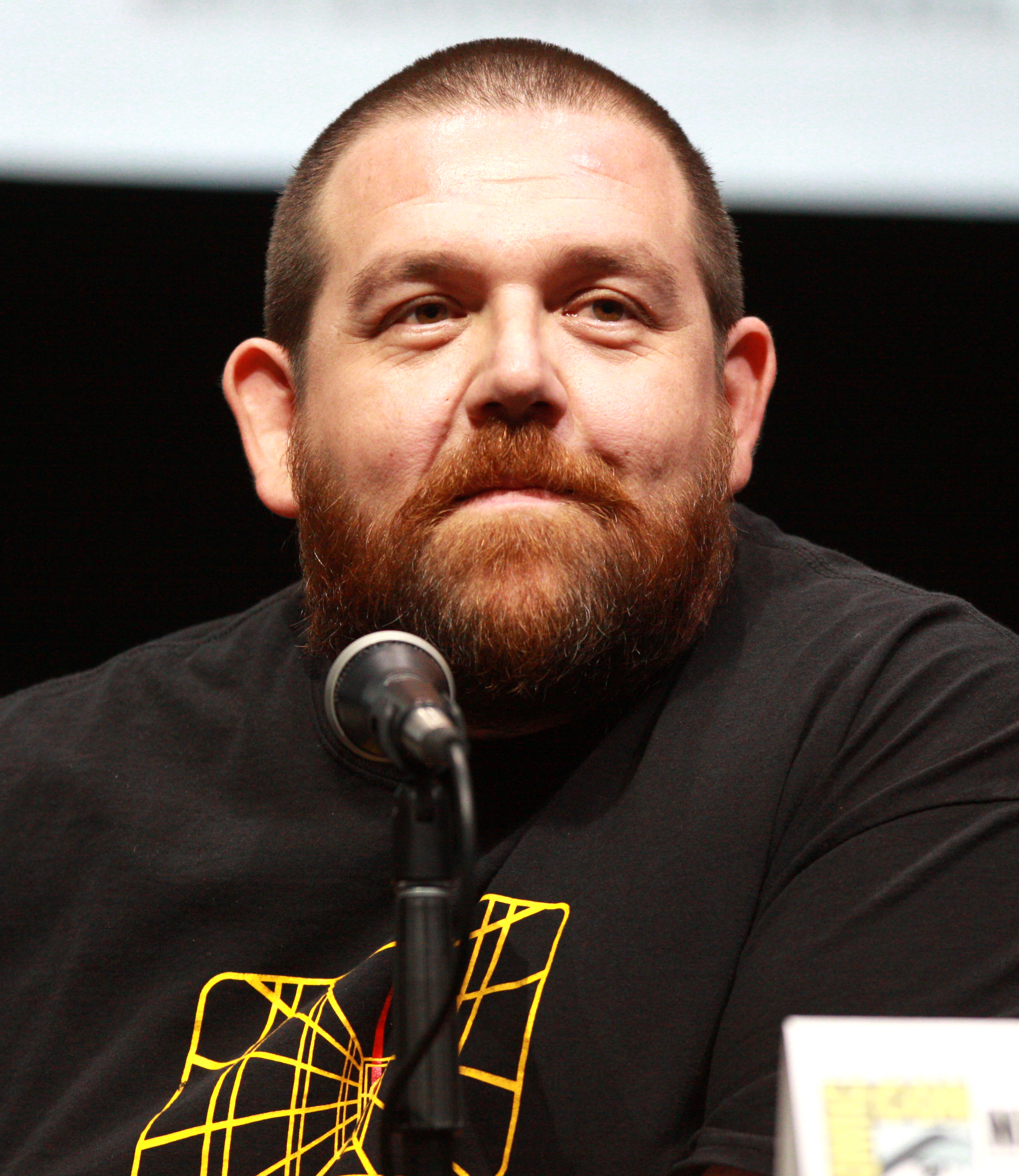
Nick Frost

### Ricorrenti
- Nicolas "Odium" Perbal, interpretato da Martyn Ford.
Braccio destro di Declan Orrun, è un Toccato con il potere dell'idrofobia, grazie al quale può camminare sull'acqua.
- Il Colonnello, interpretato da Mark Benton.
Seguace di Maladie e uno dei Toccati. Grazie al suo potere può far credere a chiunque tutto ciò che dice.
- Beth Cassini, interpretata da Domenique Fragale, doppiata da Gemma Donati.
Emigrata italiana e Toccata che lavora come commessa in un grande magazzino. Viene licenziata dopo aver esibito il suo potere della levitazione ma verrà imprigionata dal dott. Hague.
- Su Ping Lim, interpretata da Pui Fan Lee.
Toccata di origine cinese con il potere della super forza, arriva all'orfanotrofio dopo aver udito la canzone di Mary.

## Produzione
Il 13 luglio 2018 è stata annunciata la serie, con Joss Whedon nel ruolo di regista, sceneggiatore, produttore esecutivo e showrunner.
La serie è stata al centro di una battaglia tra HBO e Netflix per accaparrarsi i diritti.
Il 25 novembre 2020 Joss Whedon lascia la serie dopo aver completato la prima stagione e il 28 gennaio 2021 Philippa Goslett prende il suo posto come showrunner.
Il 12 dicembre 2022 HBO ha cancellato la serie dopo una sola stagione ed è stata rimossa dal catalogo di HBO Max. Nel gennaio 2023 è stato confermato che tutti i dodici episodi sarebbero stati resi disponibili sul servizio streaming di Warner Bros. Discovery Tubi a partire da quell'anno, in seguito sono state rivelate le date: 13 febbraio per gli episodi 1-5, 14 febbraio episodi 6-9 e 15 febbraio per gli episodi 10-12.

## Promozione
Il primo trailer della serie è stato diffuso il 2 febbraio 2021.

## Distribuzione
Negli Stati Uniti la serie ha debuttato su HBO l'11 aprile 2021, mentre in Italia è trasmessa su Sky Atlantic dal 19 aprile 2021.

## Accoglienza
Sull'aggregatore di recensioni Rotten Tomatoes la prima stagione riceve il 48% delle recensioni professionali positive, con un voto medio di 5,70 su 10 basato su 69 critiche, mentre su Metacritic ottiene un punteggio di 57 su 100 basato su 28 recensioni.

## Riconoscimenti
- 2022 - Critics' Choice Super Awards[17]
  - Candidatura per la miglior attrice in una serie di fantascienza a Laura Donnelly
- 2022 - Golden Reel Awards[18]
  - Candidatura per il miglior montaggio sonoro in una serie televisiva (episodio I toccati)